# Fodecariah balimana
Fodecariah balimana est une ville et une sous-préfecture de Guinée, rattachée à la région de Kankan.
Le chef lieu est Fodécariah Balimana.

## Histoire
Elle est ériger en sous-préfecture le 16 mars 2021,.

## Subdivision administrative
Fodecariah balimana est composer de trois districts.
| Districts                  | Secteurs                                  |
| -------------------------- | ----------------------------------------- |
| Fodecariah Balimana centre | WÖyÖ wÖyÖninda, Tèmbèn, Marché et Mosquée |
| Kiniéro                    | Kinièro 1 et 2                            |
| Dalaba                     | Dalaba 1 et 2                             |

## Personnalité
- Djiba kouyaté artiste guinéen[6].